# حامد نیک‌پی
حامد نیک‌پی (زادهٔ ۲۰ مهر ۱۳۵۶) خواننده سبک تلفیقی، نوازنده، آهنگساز و مجری ایرانی است. او از اوایل دههٔ هشتاد شمسی (۲۰۰۰ میلادی) در زمینهٔ موسیقی تلفیقی فعالیت می‌کند.
او در موسیقی فیلم مهمان مامان نوازندگی عود را بر عهده داشته‌است.
علاوه بر این در اجرای موسیقی نمایش‌هایی چون سیاوش خوانی و گل و قداره حضور داشته‌است.
او همچنین در موسیقی فیلم‌ها و سریال‌هایی مانند Sniper: Legacy , Of kings and prophets , 3 hikers, la sentinelle, 11 weeks به عنوان نوازندهٔ سازهای شرقی و خواننده همکاری کرده‌است.

## همکاری با سایر هنرمندان و عضویت در گروه‌های موسیقی
او عضو گروه دف نوازان دالاهو به سرپرستی مسعود حبیبی بوده‌است. حامد نیک‌پی فعالیت در حوزهٔ موسیقی تلفیقی را با همکاری با عماد بنکدار و گروه ساقی آغاز کرد. وی در آلبوم رومی ۱ اثر پدرام درخشانی به عنوان آهنگساز و خواننده حضور داشته‌است. او کنسرت‌های مشترکی را با سوسن دیهیم، فرامرز اصلانی، محسن نامجو و یاسمین لوی اجرا کرده‌است.